# CACNA2D2
A subunidade alfa2delta-2 de canal de cálcio dependente de voltagem é uma proteína que, em humanos, é codificada pelo gene CACNA2D2.